# Tunnel van Overboelare
De tunnel van Overboelare is een spoortunnel in Overboelare, een deelgemeente van Geraardsbergen. De tunnel heeft een lengte van 401 meter. Spoorlijn 123 gaat door deze tunnel. De spoorlijn is aan weerszijden van de tunnel dubbelsporig. In 2016 werd het oorspronkelijke strengelspoor in de tunnel vervangen door een enkel spoor met wissels aan de in- en uitrit van de tunnel. Door de moderniseringswerken aan de spoorinfrastructuur in de zomer van 2016 kan het treinverkeer 90 km/u door de tunnel rijden (voorheen was dat 40 km/u).